# ガーヤトリー
ガーヤトリー（サンスクリット語: गायत्री, Gāyatrī）は、ヴェーダの讃歌のひとつ「ガーヤトリー・マントラ」の神格化である。彼女はサーヴィトリーやヴェーダマーター（ヴェーダの母）とも呼ばれる。ガーヤトリーはヴェーダの太陽神サヴィトリとしばしば関連づけられた。『スカンダ・プラーナ』のような多くの文献によると、ガーヤトリーはサラスヴァティーあるいはその形態の別名であり、ブラフマーの配偶神である。しかし、シヴァ派の経典では、ガーヤトリーはシヴァの最高形態であり5つの頭と10本の手を持つサダーシヴァの配偶者であるとされている。